# Alexander Brincken
Alexander Brincken (né le 23 décembre 1952 à Leningrad) est un compositeur, pianiste et organiste classique.  

## Biographie
Alexander Brincken est diplômé du Conservatoire Rimski-Korsakov de Saint-Pétersbourg en composition, dans la classe de Sergueï Slonimski, et en musicologie, dans la classe de Mikhaïl Druskin. Depuis 1992, il réside à Lucerne, en Suisse, et donne des concerts en tant que compositeur et pédagogue, principalement en Suisse. 
Parmi les œuvres écrites par Brincken, figurent 5 symphonies, le ballet Snowqueen (La Reine des neiges), l'oratorio The Song about Armenia (La chanson sur l'Arménie), une messe et un sextet pour cordes ainsi qu'un certain nombre d'œuvres chorales et de chambre. 
Son Concerto grosso pour alto solo et orchestre à cordes (1991-1992)  est créé le 27 septembre 1998 à Maienfeld, en Suisse, lors du concert final du festival de musique Kulturherbst Bündner Herrschaft dans le canton des Grisons, interprété par le Bündner Chamber Orchestra avec Jürg Dähler (Zurich, Suisse) comme soliste, dirigé par Christoph Cajöri (Suisse). La première russe a eu lieu en 2003 dans la salle Rakhmaninov du Conservatoire de Moscou, interprétée par l'Orchestre de chambre de Moscou « The Seasons » avec Aleksandr Barsukov en tant que soliste, dirigé par Vladislav Bulakhov.

## Discographie sélectionnée
- 2006 : Werke für Streicher (Works for Strings), Allemagne
- 2008 : Geistliche Chorwerke (Œuvres chorales sacrées), Allemagne
- 2010 : Orthodoxe Gesänge / Russian Sacred Hymns, Allemagne
- 2020 : Symphony No. 4 in G minor, op. 27 (2014–15) et Capriccio pour piano et orchestre, Toccata Classics. Royal Scottish National Orchestra, chef d'orchestre : Rainer Held[3]